# 大连东瀛风
《大连东瀛风》（日语：桜の風）是大连新闻传媒集团新闻综合频道（DLTV-1）播出的一档日语节目。

## 概要
《大连东瀛风》于2004年5月23日开始播出，是中国城市电视台中的首档全日语节目。播出时间为每周六中午12:00（北京时间，下同）首播，每周日中午12:20重播。节目主要面向在大连居住、工作的日本人和有意学习日语的中国人。节目播出时配有中日双语字幕。

## 主要版块
- 每周新闻（週間ニュース），播送一周以来的大连新闻及日本访客来连的主要活动。

- 欢迎来到大连（ようこそ大連へ），介绍在连日资企业的详情。

- 第二故乡（第二の故郷），讲述在连的各行各业日本人的故事。

- 生活桥（生活宅急便），提供大连地区的生活信息。

- 扶桑之音（故郷からの便り），介绍日本文化，其中有日本驻沈阳总领事馆及日本电视台提供的录像资料。

- 文化彩虹（文化の虹），介绍中日两国文化。

- 走近朋友（ふれあい），讲述日本友人与大连的故事。

- 经贸聚焦（クローズアップ経済），关注大连与日本间的经贸往来。

- 一期一会（一期一会），介绍大连每年一次的节庆活动、会议展览、日语比赛举办情况，展示大连与日本友好城市间的交流合作。

- 语言小常识（ワンポイントコーナー），介绍汉语和日语同型不同音的汉字词语知识。

## 轶闻
- 2005年，日本政府为此节目提供了价值1000万日元的器材无偿援助。

- 到目前为止，该节目已举办7次中日歌手电视大奖赛和4次中日作文比赛。

## 主持团队
- 李若鹏，1992年至1994年旅日留学，现兼任制片人。

- 高昂，曾在北九州市立大学就读。

- 刘雪梅，日语名小原雪枝，1995年随全家东渡日本祖母家，于2004年3月自高知女子大学毕业后，进入大连电视台。